# Новинарска агенция на Република Сръбска
Новинарска агенция на Република Сръбска (СРНА) (на сръбски: Новинска агенција Републике Српске, по-рано Сръбска новинарска агенция) е официалната информационна агенция на Република Сръбска.

## История
Информационната агенция е основана на 7 април 1992 г. (на Благовещение) в град Пале, като Сръбската новинарска агенция. През 1998 г. седалището на агенцията е премества в град Биелина, а на 27 март 2008 г. променя наименованието си на – Новинарска агенция на Република Сръбска (СРНА).

## Главни редактори
- Драган Гартович (1992 – 1993)
- Зелико Гружич (1994 – 1998)
- Желко Квиянович (1993)
- Милан Ного (1998 – 2000)
- Мирослав Куртович (1993 – 1994)
- Дубравка Благоевич (от 2009 г.)